# Ernest Sterckx
Ernest Sterckx (* 1. Dezember 1922 in Westerlo; † 3. Februar 1975 in Löwen) war ein belgischer Radrennfahrer.
Ernest Sterckx war von 1943 bis 1958 Profi. Er war insbesondere bei Eintagesrennen erfolgreich und der Prototyp des sogenannten „Kirmesfahrers“. Dabei errang er insgesamt 138 Siege. Er ist neben Joseph Bruyère und Peter Van Petegem der dritte Radsportler, der dreimal Omloop Het Volk gewann, ebenso ist er einer von drei Fahrern, die zweimal die Ronde van Limburg gewannen. 1950 siegte er im Omloop der Vlaamse Gewesten.
1949 wurde Sterckx Achter bei Mailand–Sanremo sowie Vierter der Flandern-Rundfahrt, 1951 belegte er Platz acht bei Lüttich–Bastogne–Lüttich und 1955 bei Paris–Roubaix Platz sechs.
In seinem Geburtsort Westerlo ist das Ernest Sterckx-Sportcentrum Heultje nach ihm benannt. Sein Bruder Frans Sterckx war ebenfalls als Radprofi aktiv, er bestritt Straßenradsport.

## Größte Erfolge
1944
- Ronde van Limburg

1946
- Gent–Wevelgem

1947
- Paris–Brüssel
- La Flèche Wallonne

1949
- Nokere Koerse
- Belgien-Rundfahrt

1950
- Schaal Sels Merksem

1951
- Scheldeprijs

1952
- Omloop Het Volk

1953
- Omloop Het Volk
- 2. und 4. Etappe Belgien-Rundfahrt

1955
- Ronde van Limburg

1956
- Omloop Het Volk
- 2. Etappe Teil A Quer durch Flandern